# 1737
| [ Edytuj tabelę ]              | |
| Król Polski                    | - 1733 August III Sas 1763 |
| Współksiążęta Andory           | - 1714 Simeó de Guinda y Apéztegui 1737 - 1715 Ludwik XV 1774                                                                                                  |
| Elektor Bawarii                | - 1726 Karol Albert 1745 |
| Sułtan Brunei                  | - 1730 Muhammad Alauddin 1745 |
| Cesarz Chin                    | - 1735 Qianlong 1796 |
| Król Czech                     | - 1711 Karol VI Habsburg 1740 |
| Król Danii                     | - 1730 Chrystian VI 1746 |
| Dalajlama                      | - 1708 Kelzang Gjaco 1757 |
| Cesarz Etiopii                 | - 1730 Ijasu II 1755 |
| Król Francji                   | - 1715 Ludwik XV 1774 |
| Król Hiszpanii                 | - 1724 Filip V 1746 |
| Landgraf Hesji-Kassel          | - 1730 Fryderyk I Heski 1751 |
| Stadhouder Holandii            | - 1702 drugi okres bez stadhoudera 1747 |
| Szach Iranu                    | - 1736 Nadir Szah Afszar 1747 |
| Państwo Wielkich Mogołów       | - 1720 Mohammed Szah 1748 |
| Król Irlandii                  | - 1727 Jerzy II Hanowerski 1760 |
| Cesarz Japonii                 | - 1735 Sakuramachi 1747 |
| Kalif                          | - 1736 Mahmud I 1754 |
| Patriarcha Konstantynopola     | - 1734 Neofit VI 1740 |
| Władca Korei                   | - 1724 Yŏngjo 1776 |
| Książę Kurlandii i Semigalii   | - 1731 Ferdynand Kettler 1737 - 1737 Ernest Jan Biron 1741 |
| Książę Liechtensteinu          | - 1732 Józef Wacław 1745 |
| Sułtan Maroka                  | - 1736 Muhammad II 1738 |
| Książę Monako                  | - 1733 Honoriusz III 1793 |
| Król Nawarry                   | - 1710 Ludwik XV 1774 |
| Król Norwegii                  | - 1730 Chrystian VI 1746 |
| Sułtan Omanu                   | - 1728 Sajf II ibn Sultan 1743 |
| Elektor Palatynatu             | - 1716 Karol III Filip 1742 |
| Papież                         | - 1730 Klemens XII 1740 |
| Książę Parmy i Piacenzy        | - 1735 Karol 1740 |
| Król Portugalii                | - 1706 Jan V 1750 |
| Król w Prusach                 | - 1713 Fryderyk Wilhelm I 1740 |
| Car Rosji                      | - 1730 Anna 1740 |
| Cesarz Rzymski (niemiecki)     | - 1711 Karol VI Habsburg 1740 |
| Kapitanowie Regenci San Marino | - 1736 Francesco Maria Belluzzi Giovanni Maria Giangi 1737 - 1737 Valerio Maccioni Vincenzo Moracci 1737 - 1737 Filippo Manenti Belluzzi Giuliano Malpeli 1738 |
| Elektor Saksonii               | - 1733 Fryderyk August II (król Polski) 1763 |
| Król Sardynii                  | - 1730 Karol Emanuel III 1773 |
| Król Szwecji                   | - 1720 Fryderyk I Heski 1751 |
| Król Tajlandii                 | - 1733 Boromma Kot 1758 |
| Sułtan Turków                  | - 1730 Mahmud I 1754 |
| Doża Wenecji                   | - 1735 Alvise Pisani 1741 |
| Król Węgier                    | - 1711 Karol III 1740 |
| Monarcha Wielkiej Brytanii     | - 1727 Jerzy II 1760 |
| Premier Wielkiej Brytanii      | - 1721 Robert Walpole 1742 |

Rok 1737 / MDCCXXXVII
stulecia: XVII wiek ~
XVIII wiek ~
XIX wiek

lata: 1727 «
1732 «
1733 «
1734 «
1735 «
1736 «
1737
» 1738
» 1739
» 1740
» 1741
» 1742
» 1747

## Wydarzenia w Polsce
- Wybudowano kościół św. Mikołaja w Truskolasach.
- 10 lipca podpisano konkordat wschowski

## Wydarzenia na świecie
- 4 listopada – otwarto Teatro San Carlo w Neapolu we Włoszech.
- Carlo della Torre Rezzonico mianowany kardynałem - diakonem przez papieża Klemensa XII.

## Urodzili się
- 17 stycznia – Stefano Antonio Morcelli, włoski epigrafik i jezuita (zm. 1821)
- 9 lutego – Thomas Paine, angielski pisarz i myśliciel, jeden z ojców założycieli USA (zm. 1809)
- 27 kwietnia – Edward Gibbon, brytyjski historyk (zm. 1794)
- 20 lipca - William Maclay, amerykański prawnik, polityk, senator ze stanu Pensylwania (zm. 1804)
- 25 sierpnia - Jacek Małachowski, polski hrabia, polityk (zm. 1821)
- 19 września - Charles Carroll, amerykański polityk, senator ze stanu Maryland (zm. 1832)
- 17 listopada – Karol Jeremiasz Bérauld du Pérou, francuski jezuita, męczennik, błogosławiony katolicki (zm. 1792)
- 27 grudnia – Józef Pignatelli, hiszpański jezuita, święty katolicki (zm. 1811)

data dzienna nieznana:
- Marcin In Eon-min, koreański męczennik, błogosławiony katolicki (zm. 1800)

## Zmarli
- 12 marca – Karol Aleksander, książę Wirtembergii (ur. 1684)
- 27 lipca – Maria Magdalena Martinengo, włoska klaryska kapucynka, stygmatyczka, błogosławiona katolicka (ur. 1687)
- 3 sierpnia – Georg Buchholtz junior, spiskoniemiecki nauczyciel, duchowny ewangelicki, przyrodnik, badacz Tatr i Spisza (ur. 1688)
- 12 listopada – Gabriel Rzączyński, polski jezuita, fizjograf, przyrodnik, prekursor zoologii w Polsce (ur. 1664)
- 20 listopada – Karolina z Ansbachu, królowa Wielkiej Brytanii (ur. 1683)
- 18 grudnia – Antonio Stradivari, włoski lutnik; jego skrzypce uważane są za największe osiągnięcia lutnicze (ur. 1643 lub 1644)
- 19 grudnia – Jakub Ludwik Sobieski, syn Jana III Sobieskiego, jeden z kandydatów podczas elekcji w 1697 (ur. 1667)

## Święta ruchome
- Tłusty czwartek: 28 lutego
- Ostatki: 5 marca
- Popielec: 6 marca
- Niedziela Palmowa: 14 kwietnia
- Wielki Czwartek: 18 kwietnia
- Wielki Piątek: 19 kwietnia
- Wielka Sobota: 20 kwietnia
- Wielkanoc: 21 kwietnia
- Poniedziałek Wielkanocny: 22 kwietnia
- Wniebowstąpienie Pańskie: 30 maja
- Zesłanie Ducha Świętego: 9 czerwca
- Boże Ciało: 20 czerwca